# Agricultura sensitiva
La agricultura sensitiva es un esquema que propone un tipo de agricultura orgánica o agricultura ecológica. Fue ideado por Luis Román Ardila Núñez, un ingeniero agrícola colombiano, después de unir varios conceptos entre los cuales está la trofobiosis, la alelopatía y el "modelo de sol y malezas"; este modelo orgánico de producción se ha trabajado durante cerca de ocho años en países tropicales como Colombia y, recientemente en Venezuela y Perú, enfocado específicamente a la producción de plantas medicinales, aromáticas y condimentarias.[cita requerida]

## Aspectos técnicos del modelo
Desde el punto de vista técnico, la agricultura sensitiva, opera con base en tres ciencias que ya habían sido investigadas anteriormente; entre ellas están la trofobiosis (del griego Trophos, alimento y biosis, manejo vital), ciencia que definió Francis Chaboussou, en el año de 1969 y que manifiesta que siempre que una planta se encuentre en equilibrio nutricional, es decir siempre que no exista en ella ningún exceso ni defecto de nutrientes, esa planta tendrá unas excelentes herramientas para defenderse del ataque de plagas y enfermedades.
Por otro lado está la alelopatía (del griego Alleton, que significa mutuo y Pathos, perjuicio); este término, ideado por Hans Molisch en 1937, trata sobre la ciencia que estudia los principios activos de las plantas, y cómo esos principios generan un efecto positivo o negativo en otro ser vivo y casi siempre un insecto.
Finalmente se encuentra el modelo de sol y malezas, conocido técnicamente como biotecnología tropical, que fue ideada por el ingeniero Nasser Ioussef, en 1980, con base en un modelo de 1935 llamado Agricultura Natural de No intervención del maestro Zen Masanobu Fukuoka; el Modelo de sol y malezas maneja diez principios, entre los cuales los más destacados son: dejar luz y sol a las plantas y evitar el sombreo del cultivo objetivo; en términos simples, sol y malezas explica que la agricultura en el trópico, puede ser exitosamente aplicada mediante la conjugación de esos dos principios o mandamientos, como los llama Nasser; la explicación de este modelo ocurre porque el 90% de la alimentación de las plantas son elementos que la planta toma del aire (carbono, oxígeno y nitrógeno).
En resumen, la agricultura sensitiva considera una serie de manejos de equilibrios, en donde el primero debe ser llevar a la planta a un correcto manejo en su alimentación interna (la que logra del aire más la que manejamos artificialmente al llevar al suelo los microelementos necesarios, que no se hallan fácilmente en el suelo), aplicando conscientemente la trofobiosis; posteriormente, deben manejarse Sol y Malezas, para manejar el equilibrio entre el cultivo objetivo y sus vecinas, las malezas; finalmente y en caso de que lo demás no funcione y haya alguna alteración o ataque, debe manejarse la Alelopatía, para buscar el correcto equilibrio entre el cultivo objetivo y los insectos.

## Aspectos filosóficos del modelo
Además de lo técnico, la Agricultura Sensitiva permite la aplicación de diferentes corrientes filosóficas, a la producción agrícola; los autores y las obras en las que se soporta el modelo son, en líneas generales la Antroposofía, en el libro "Agricultura Biodinámica", de Rudolf Steiner, escrito en 1924; la Teoría de los cuatro Elementos, en "Del Timeo" de Platón, del 350 a. C.; la Teoría de los Humores, en "Medicina Unani", de Claudius Galenus, en 180; la Clasificación botánica, en "Botánica Oculta" de Paracelso, en 1538; la Teoría de las Signaturas en "Basilica Chymica" de Oswaldus Crollius, en 1608; y, en la época actual, Los cuatro Acuerdos en "Los Cuatro Acuerdos" de Miguel Ruiz y Las 7 leyes de la Naturaleza de Luis Ardila. (Ver también: Agricultura ecológica)
Estas corrientes se fusionan, al entender la fisiología de las plantas, pues cuando éstas se encuentran en equilibrio, trabajan con el aire, la tierra, el agua y el fuego representado por el sol, para llevar a cabo sus propósitos: nacer, crecer, reproducirse y morir. Esto ocurre con total naturalidad en los bosques y demás zonas no intervenidas por el humano.
Y aquí se presenta una frase importante: "Debemos ser conscientes de una cosa; cuando, por ejemplo nosotros regamos una planta, agregamos agua artificialmente, sin prestar atención a la cantidad que ella requiere exactamente; es decir, nosotros con la acción del quinto elemento (el éter) generamos un desequilibrio".
Al emplear la conciencia para indagar la cantidad exacta de agua que la planta requiere, en vez de forzar a la planta a consumir un número determinado de litros por día, la Agricultura Sensitiva genera una mejor condición, pues busca acercarse al equilibrio; para lograr esto, se requiere que el productor "lea" en la planta, la información que ella nos proporciona, mediante el empleo de la atención, entendida como la potenciación de los siete sentidos de la persona que opera el modelo.
Es importante referenciar que la naturaleza está compuesta por energía e información; por otro lado, Paracelso explica que la naturaleza se forma por Fuerza y Resistencia y que es la acción de la segunda sobre la primera, la que permite a la naturaleza generar todas las acciones y los sujetos.

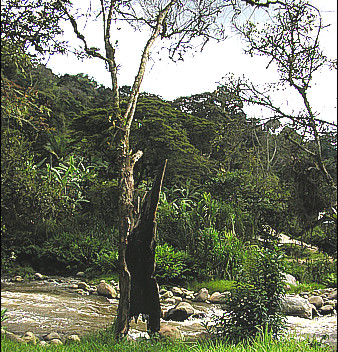
Árbol quemado en su base, pero aún vivo después de 3 meses.

Para los practicantes de esta tipo de agricultura, la resistencia corresponde a la información y por supuesto, sirve a la naturaleza para controlar procesos, como Paracelso lo describe. Igualmente la fuerza corresponderá a la energía, que impulsa y mantiene a la naturaleza y a todos los seres que pertenecen a sus cuatro Reinos.
Estos conceptos ayudan a identificar un hecho particular: se requieren dos cualidades de la conciencia para entender y colaborar con estos procesos; estas dos cualidades son la atención y la intención, que operan a la energía y a la información, respectivamente.
De este modo y finalmente la afirmación que expone completamente a la Agricultura Sensitiva, se convierte en un principio claro:

"Siempre que trabajemos con un ser vivo en equilibrio y realicemos sobre él una operación, una acción cualquiera, llevaremos a ese ser al desequilibrio, determinando con nuestra atención los elementos que generan esa descompensación; posterior a ello, buscaremos retornarle su equilibrio, siendo nuestra intención más impecable, la necesidad de devolverlo a su estado más natural”.

Para profundizar más en este tema y revisar más imágenes sobre la aplicación de este modelo pueden visitar los enlaces externos que aparecen al final de esta página.

## Labor social
En la actualidad este esquema de producción ha sido asumido por varios profesionales, quienes se encuentran trabajando desde la ingeniería, la administración, la agronomía y la veterinaria, poniendo su conocimiento al servicio de la comunidad productiva de Colombia, con énfasis en el Departamento de Cundinamarca.
A mediados del mes de junio de 2007 el IFOAM generó la petición de ser miembro de soporte técnico al ideólogo del modelo, lo que abre las puertas para que otro técnicos se sumen a este listado y se continúen los procesos de contribución y desarrollo que se han generado para Colombia y los demás países tropicales.
Durante la mayor parte del año 2008, la aplicación de la agricultura sensitiva disminuyó su ritmo en el campo y se iniciaron trabajos de profundización específicos sobre los Sistemas de Gestión de la Calidad, buscando ver esta tecnología como un conjunto de procesos que podrían ser probados y avalados por los entes certificadores bajo esquemas administrativos; aún, en la redacción de esta nota se está buscando la Certificación ISO 9001:2004, para un sistema de producción orgánico.
Desde inicios del año 2009 se inició una gran promoción sobre esta metodología, dictando una serie de capacitaciones en línea, así como conferencias y asesorías, atendiendo al público de países como México, Costa Rica, Panamá, Ecuador, España y Colombia. Uno de los cursos más promocionados y solicitados por los practicantes de esta filosofía, es el denominado La Luna en la Agricultura, que explica claramente conceptos como la dinámica de los fluidos se ve afectada por una determinada fase lunar y la forma como se pueden programar las diferentes labores agropecuarias, contando con estas fases y con los signos zodiacales lunares.

### Otras referencias
- Steiner, Rudolf (1988). Curso sobre agricultura biológico-dinámica (2 edición). Rudolf Steiner. p. 96. ISBN 978-84-85370-47-4. Consultado el 9 de junio de 2010.

- Alviar, Camilo (2004). Manual agricultura alternativa: principios. p. 96. ISBN 958-8233-13-5. Consultado el 9 de junio de 2010.

- Márquez Díaz, Raúl (2003). Clasificación y certificaciones del vino en España. p. 9295. Consultado el 9 de junio de 2010.

- Flórez Serrano, Javier (2009). Agricultura ecológica. p. 395. Consultado el 9 de junio de 2010.

- Dept. of Agriculture (1957). «Publication Canada. Dept. of Agriculture». Dept. of Agriculture 1 (1). p. 14.

- Pujol, Roger; Armas, Carlos; Sanz, Nuria (2009). «Plantas sensoreas. Plantas sensoreactivas.». DigitalMediaDesign 1 (1). p. 14. (enlace roto disponible en Internet Archive; véase el historial, la primera versión y la última).

- Snyder, Carolyn (2009). «Using carbon emission credits to promote environmentally sensitive agriculture» (en inglés). Archivado desde el original el 7 de febrero de 2009. Consultado el 19 de junio de 2009.

- Datos: Q10849877